# Milan Kytnár
Milan Kytnár (* 19. Mai 1989 in Topoľčany, Tschechoslowakei) ist ein slowakischer Eishockeyspieler, der seit August 2023 bei den Dragons de Rouen aus der französischen Ligue Magnus unter Vertrag steht und dort auf der Position des Centers spielt. Zuvor war Kytnár hauptsächlich in der heimischen slowakischen Extraliga aktiv, wo er über 520 Partien absolvierte und im Jahr 2022 mit dem HC Slovan Bratislava die slowakische Meisterschaft gewann. Zudem bestritt er ein Spiel für die Edmonton Oilers in der National Hockey League (NHL).

## Karriere

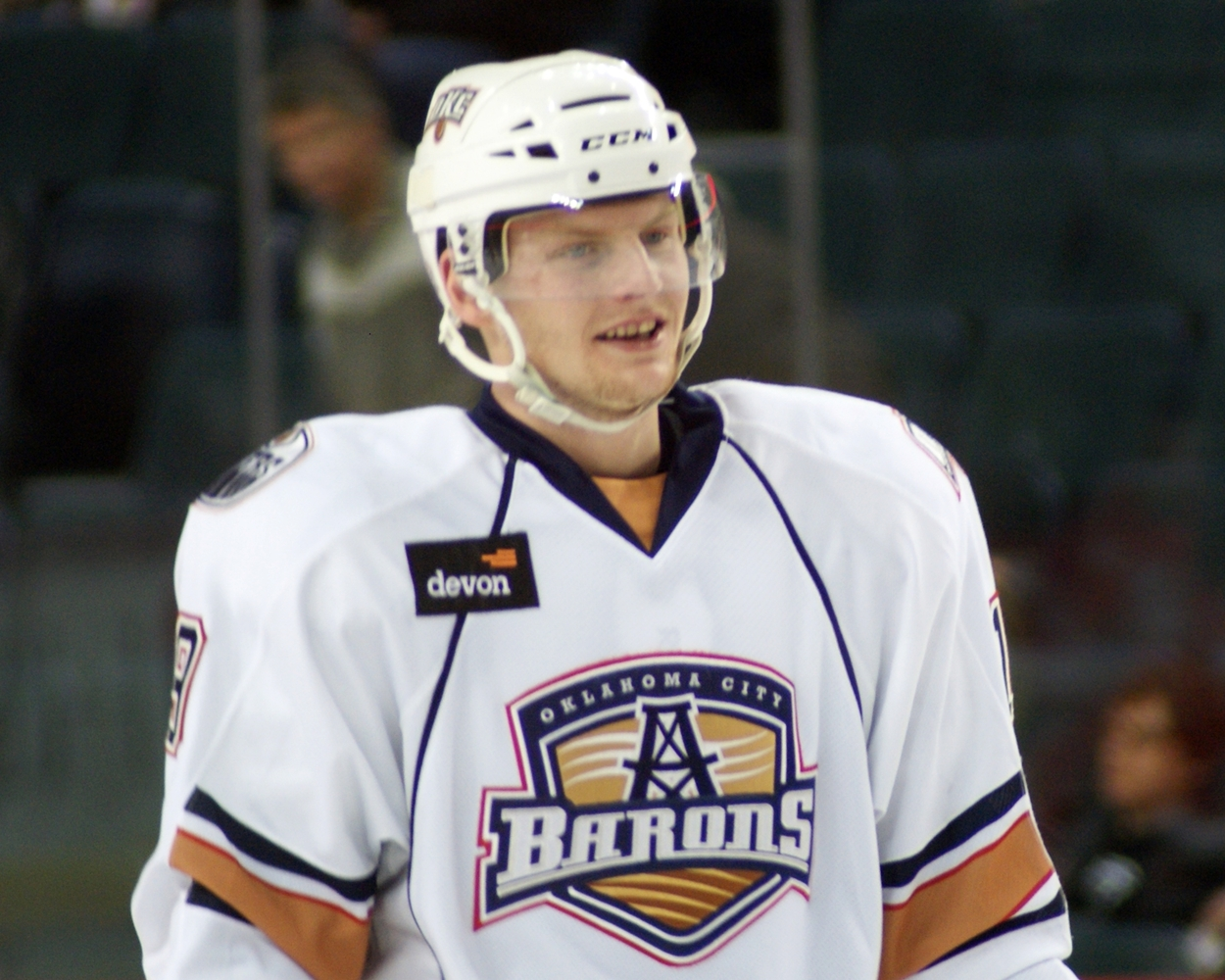
Kytnár im Trikot der Oklahoma City Barons (2011)

Milan Kytnár begann seine Karriere als Eishockeyspieler in seiner Heimatstadt in der Nachwuchsabteilung des HC Topoľčany, für dessen Profimannschaft er in der Saison 2006/07 sein Debüt in der 1. Liga, der zweiten slowakischen Spielklasse, gab. Anschließend wurde der Stürmer im NHL Entry Draft 2007 in der fünften Runde als insgesamt 127. Spieler von den Edmonton Oilers aus der National Hockey League (NHL) ausgewählt. Er wechselte nach dem Draft umgehend nach Nordamerika, wo er sich zur Saison 2007/08 den Kelowna Rockets aus der Western Hockey League (WHL) anschloss, die ihn im CHL Import Draft 2007 an der siebten Gesamtposition gezogen hatten. Zur folgenden Spielzeit wurde der Slowake zum Ligakonkurrenten Saskatoon Blades transferiert, ehe er kurz nach dem Start des Spieljahres 2009/10 erneut Teil eines Transfergeschäfts wurde, das ihn zu den Vancouver Giants führte.
Nachdem Kytnár bereits im Mai 2009 einen Einstiegsvertrag bei den Edmonton Oilers unterzeichnet hatte, gehörte er mit dem Beginn der Saison 2010/11 deren Organisation an. Der Center verbrachte die gesamte Spielzeit bei Edmontons Farmteam, den Oklahoma City Barons, in der American Hockey League (AHL). In der Saison 2011/12 war ebenfalls für die Barons sowie deren ECHL-Kooperationspartner Stockton Thunder aktiv. Zudem bestritt er sein einziges Spiel für die Oilers in der NHL. Aufgrund der fehlenden Einsatzzeiten in der NHL verständigten sich die Oilers im Februar 2012 auf ein Leihgeschäft mit Hämeenlinnan Pallokerho aus der finnischen SM-liiga, wo Kytnár die Spielzeit schließlich beendete.
Mit dem Leihgeschäft endete die Zeit des Angreifer in Nordamerika. Anschließend wurde er vor dem Beginn des Spieljahres 2012/13 vom slowakischen Hauptstadtklub HC Slovan Bratislava verpflichtet, der am Spielbetrieb der Kontinentalen Hockey-Liga (KHL) teilnahm. In der Folge absolvierte Kytnár eine Saison beim HC Energie Karlovy Vary in der tschechischen Extraliga. Danach kehrte er wieder in sein Heimatland und damit auch in die heimische Extraliga zurück. Er verbrachte zunächst zwei Spielzeiten beim HC 05 Banská Bystrica, mit dem er in den Jahren 2015 und 2016 jeweils Vizemeister wurde, gefolgt von einem Jahr beim HC Nové Zámky sowie zwei Jahren beim HKM Zvolen. Zur Saison 2019/20 kehrte der Offensivspieler zum HC Slovan Bratislava zurück, der mittlerweile wieder der Extraliga angehörte. Mit Slovan gewann Kytnár im Frühjahr 2022 erstmals die slowakische Meisterschaft. Nach einer weiteren und insgesamt vierten Saison in Bratislava wechselte der Slowake im August 2023 zu den Dragons de Rouen in die französische Ligue Magnus. Mit den Dragons gewann er am Ende der Saison 2023/24 den französischen Meistertitel, woraufhin sein Vertrag im Juni 2024 um ein Jahr verlängert wurde.

### International

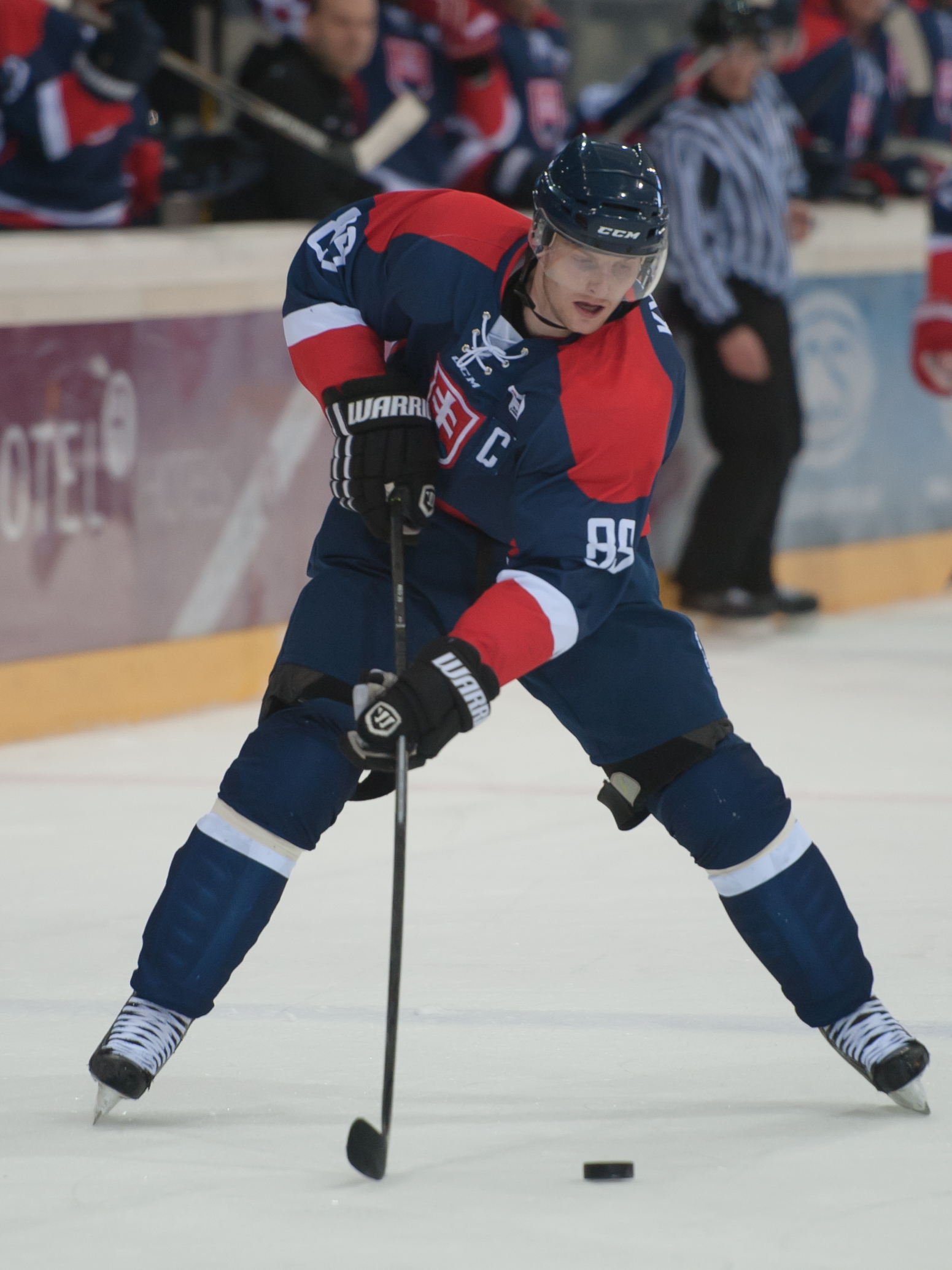
Kytnár als Spieler der slowakischen Nationalmannschaft (2015)

Für die slowakischen Juniorennationalmannschaften nahm Kytnár an der World U-17 Hockey Challenge 2006, U18-Junioren-Weltmeisterschaft 2007 sowie U20-Junioren-Weltmeisterschaft 2009 teil. In der Spielzeit 2011/12 stand der Stürmer erstmals für die slowakische A-Nationalmannschaft auf dem Eis. In der Folge gehörte er zum Aufgebot der Slowaken beim Deutschland Cup 2018. An einem großen, internationalen Turnier nahm Kytnár nicht teil.

## Erfolge und Auszeichnungen
- 2015 Slowakischer Vizemeister mit dem HC 05 Banská Bystrica
- 2016 Slowakischer Vizemeister mit dem HC 05 Banská Bystrica
- 2022 Slowakischer Meister mit dem HC Slovan Bratislava
- 2024 Französischer Meister mit Rouen Hockey Élite 76

## Karrierestatistik
Stand: Ende der Saison 2023/24

### International
Vertrat die Slowakei bei:
- World U-17 Hockey Challenge 2006
- U18-Junioren-Weltmeisterschaft 2007
- U20-Junioren-Weltmeisterschaft 2009

(Legende zur Spielerstatistik: Sp oder GP = absolvierte Spiele; T oder G = erzielte Tore; V oder A = erzielte Assists; Pkt oder Pts = erzielte Scorerpunkte; SM oder PIM = erhaltene Strafminuten; +/− = Plus/Minus-Bilanz; PP = erzielte Überzahltore; SH = erzielte Unterzahltore; GW = erzielte Siegtore; 1 Play-downs/Relegation; Kursiv: Statistik nicht vollständig)